# مسجد ركن الملك
مسجد ركن الملك هو مسجد تاريخي يعود إلى عصر القاجاريين، ويقع في أصفهان.